# Pseudolasius gowdeyi
Pseudolasius gowdeyi é uma espécie de formiga do gênero Pseudolasius, pertencente à subfamília Formicinae.